# سابایا گرندا، پورتوریکو
سابایا گرندا (به انگلیسی: Sabana Grande) یک منطقهٔ مسکونی در ایالات متحده آمریکا است که در پورتوریکو واقع شده‌است.
 سابایا گرندا ۹۶ کیلومتر مربع مساحت و ۲۵٬۲۶۵ نفر جمعیت دارد.